# جيمس جود
جيمس جود (بالإنجليزية: James Judd)‏ هو موزع بريطاني، ولد في 30 أكتوبر 1949 في Hertford ‏ في المملكة المتحدة.

## وصلات خارجية
- الموقع الرسمي
- جيمس جود على موقع ميوزك برينز (الإنجليزية)
- جيمس جود على موقع أول ميوزيك (الإنجليزية)
- جيمس جود على موقع ديسكوغز (الإنجليزية)